# Enkomi
Enkomi var en forntida stad nära Famagusta på ön Cyperns nordöstra del under sen bronsålder, ca 1600-1050 f.Kr. Stadens storhetstid var 1200- och 1100-talen f.Kr.

## Historia

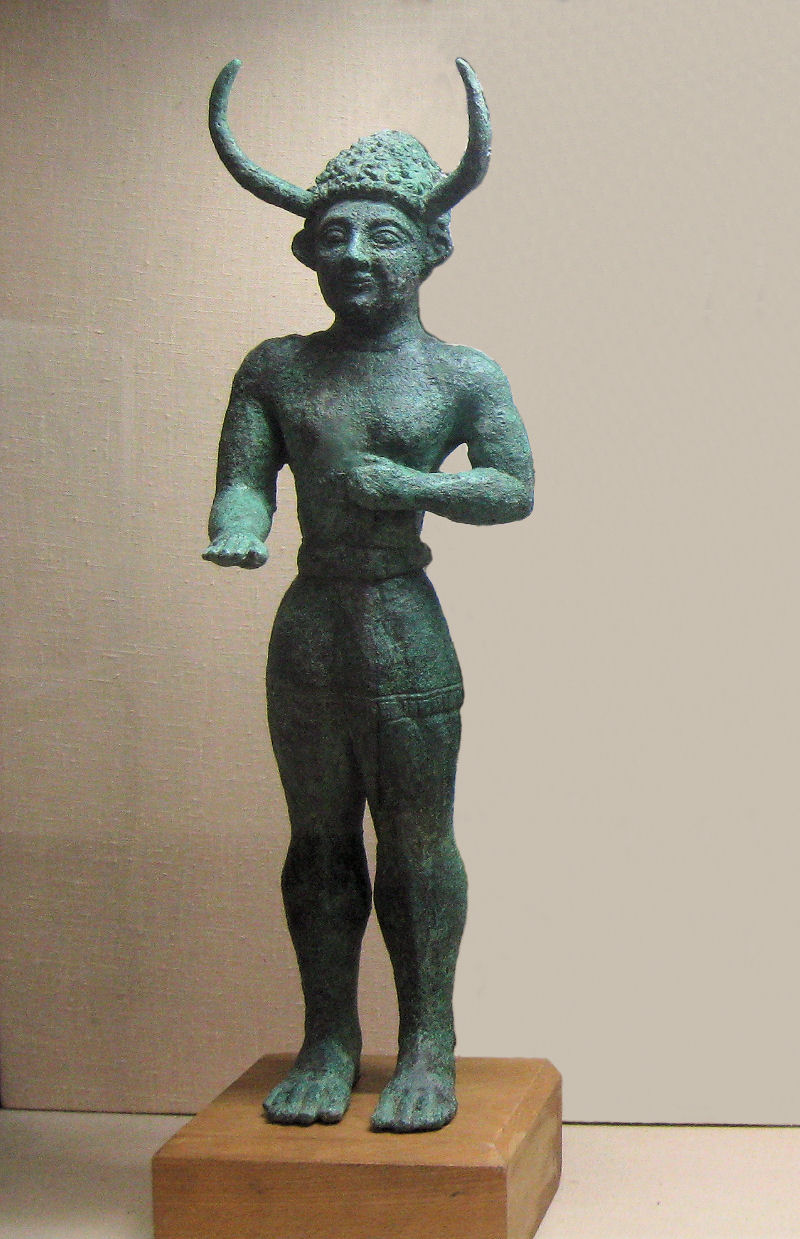
Bronsstatyn "den behornade guden" funnen i ett tempel från 1100-talet f.Kr.

Enkomi var en av Cyperns viktigaste städer och ett stort handelscentrum med förbindelser över östra medelhavsområdet, stadsstaterna längs Levantens kust och med Egeiska havet.
Den äldsta delen av staden byggdes utan någon enhetlig planering och husen låg utspridda i landskapet. Under storhetstiden på 1200-talet f.Kr. blev den politiska styrningen mer organiserad, vilket medförde att stadens nyare delar byggdes i ett regelbundet rutmönster uppdelat i två med en genomfartsväg i nord-sydlig riktning. En stor brand förstörde staden under 1100-talet f.Kr. Enkomi återuppbyggdes och behöll därvid det tidigare rutmönstret.
Staden befästes under 1200-talet f.Kr. med en metertjock mur av enorma stenar. Den inneslöt ett område som var omkring elva hektar stort. Muren förstärktes senare till omkring fyra meters tjocklek. Under 1100-talet f.Kr. uppfördes offentliga byggnader innanför stadsmurarna, bland annat "behornade gudens" helgedom och "metallgudens" helgedom.
Handeln i östra Medelhavet bestod till stor del av handel med metaller och Cypern var ett viktigt centrum för kopparproduktion. Metallhandeln utgjorde en grund för Enkomis välstånd och många koppar- och bronsverkstäder fanns i staden.
Även sedan marknaden för den cypriotiska kopparen försvunnit till följd av förstörelser av östra medelhavsområdet omkring år 1200 f.Kr. fortsatte Enkomi att vara ett centrum för bronstillverkning. Flera av de märkligaste bronsföremålen tillverkades under 1100-talet f.Kr. Flera av föremålen exporterades och har påträffats på Sardinien, i södra Italien och på Kreta och Euboia.
Staden övergavs efter en jordbävning omkring år 1050 f.Kr.  

## Utgrävningar

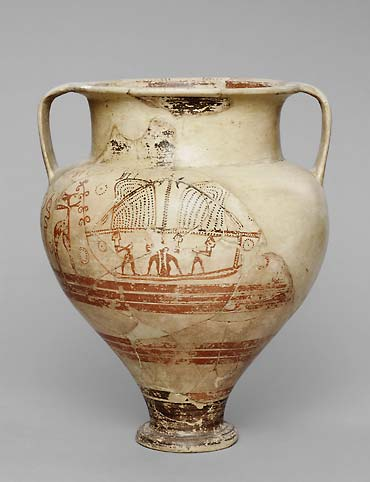
Mykensk IIIB amforoid krater, skeppsvas.

Utgrävningar av Enkomi har gjorts av brittiska, svenska, franska och cypriotiska expeditioner, många av de rika gravfynden finns idag bland annat på British Museum i London och Medelhavsmuseet i Stockholm. Den svenska Cypernexpeditionen (1927-1931) fokuserade på bronsålders nekropolen som ligger nära Enkomi. Under två sommarmånader år 1930 grävde de svenska arkeologerna ut omkring 20 gravar. De började med några provschakt som inte gav något resultat eftersom den Bysantinska bosättningen hade förstört många av gravarna. Så småningom grävde de i en del av nekropolen som aldrig hade undersökts tidigare och hittade där mycket välbärgade gravar med rikt material. En enda grav kunde innehålla omkring 300 objekt, främst keramik men även föremål av guld, silver, fajans och elfenben. De bortgångna hittades ofta sittande eller liggande. De var klädda i dräkter prydda med guld, några hade diadem på huvudet och några hade guldplåtar över munnen. En kvinna bar ett guldigt halsband med mykenska sköldar som berlocker. Denna typ av sköld var ett minoiskt motiv från början, som introducerades till Cypern genom mykenarna. Liknande sköldar kan synas på Knossos fresker exempelvis. Samma kvinna bar guldringar i håret, öronen, fingrarna och tårna. Ytterligare hittade arkeologerna mat och dryck i brons samt keramik kärl placerade runtomkring de bortgångna. Fynden påvisar många av de internationella relationer Cypern hade under bronsåldern.